# Percy Kirke
Le lieutenant-général Percy Kirke (c. 1646 - 31 octobre 1691), soldat anglais, est le fils de George Kirke, un courtisan de Charles Ier et Charles II.

## Carrière
En 1666, il obtient sa première commission militaire dans le régiment de Lord Admiral, puis sert dans les Horse Guards. En 1673, il est avec James Scott (1er duc de Monmouth) à Maastricht pendant la Guerre de Hollande et est présent lors de deux campagnes avec Turenne sur le Rhin . En 1680, il est promu lieutenant-colonel, et peu après colonel du 2e régiment de Tanger (après le King's Own Royal Lancaster Regiment) . En 1682, il devient gouverneur de Tanger  et colonel du régiment de Tanger (après le Queens Royal West Surrey Regiment).
De l'avis de l'historien Thomas Babington Macaulay, il est «un aventurier militaire dont les vices avaient été développés par la pire des écoles, Tanger. . . . Dans les remparts de sa forteresse, il était un prince despotique. Le seul frein à sa tyrannie était la crainte d'être appelé à rendre des comptes par un gouvernement distant et insouciant. Il pouvait donc procéder en toute sécurité aux excès les plus audacieux de rapacité, de licence et de cruauté. Il vivait dans une dissolution sans bornes et se procurait par extorsion les moyens de l'indulgence. " 
Kirke commande son régiment à la bataille de Sedgemoor en juillet 1685 pendant la rébellion de Monmouth, puis a impitoyablement traqué les fugitifs après la bataille .
Le brigadier Kirke a pris une part notable à la Glorieuse Révolution trois ans plus tard, et Guillaume III d'Orange-Nassau l'a promu. Il brise le Siège de Derry mené par les jacobites. Après la bataille de la Boyne le 1er juillet 1690, il supervise la prise de Waterford, la deuxième plus grande colonie d'Irlande à l'époque, le 25 juillet 1690 . Il participe à sa dernière campagne en Flandre en 1691.
Il est nommé valet de la chambre à coucher du roi Guillaume de 1689 à sa mort. Il sert brièvement comme député de West Looe en tant que Tory en 1689-90 .
Il est décédé, avec le grade de Lieutenant général, à Bruxelles le 31 octobre 1691 . Son fils aîné, le lieutenant-général Percy Kirke (1684-1741), était également colonel.